# 전쟁해군
전쟁해군(독일어: Kriegsmarine 크릭스마리네[ˈkʁiːksmaˌʁiːnə][*])은 1935년부터 1945년까지 존재한 나치 독일의 해군 이름이다. 이 해군은 제1차 세계 대전 당시의 독일 황립해군과 전간기의 국가해군(Reichsmarine)를 이어받았다. 전쟁해군은 독일의 육군 조직인 독일 국방군의 지휘를 받는 군사 병과 3개 중 하나이다.
전쟁해군은 베르사유 조약으로 계속 크기 제한을 받았지만, 1930년대 독일 재군비 선언 이후 급속하게 증가했다. 1939년 1월 Z 계획이 시작하면서 많은 해군 함정 건설이 시작되었다. 이 전쟁해군 함선은 스페인 내전과 제2차 세계 대전 중에 해전을 벌였다. 전쟁해군의 총사령관은 아돌프 히틀러(절대 모든 기간 동안 지낸 것은 아님)로, 독일 해군 최고사령부(Oberkommando der Marine)에서 권력을 행사했다.
전쟁해군의 가장 유명한 함선은 유보트로, Z계획같은 제2차 세계 대전 초에는 버려졌다가 대부분 이후 건조되었다. 이리떼 전술의 사용으로 대서양 전투 기간 처음 반 동안 빠르게 잠수함을 이용하여 영국 함선들을 격침시켰지만, 이 전술은 전쟁 후반에는 포기했다. 유보트와 함께 보조순양함을 포함한 수상함을 이용한 통상파괴작전은 전쟁 초기 연합군 함선을 격침시키는 데 이용했으며 주로 중순양함 그라프 슈페와 아드미랄 히퍼, 전함 비스마르크를 이용했다. 그러나, 특히 대서양에서의 호위함을 이용한 호송선단 작전은 이 통상파괴작전의 효과를 감소시켰다.
제2차 세계 대전 이후, 전쟁해군의 남은 함선은 연합국들이 분할하여 가져갔으며, 주로 소해를 포함하는 다양한 작전을 위해 사용되었다.

## 명령 체계
아돌프 히틀러는 전쟁해군을 포함한 모든 독일군의 총사령관을 맡고 있었다. 히틀러는 해군최고사령부(Oberkommando der Marine, OKM)의 해군최고지휘관(Oberbefehlshaber der Kriegsmarine), 해전지휘부 참모장(Chef der Stabes der Seekriegsleitung), 작전국장(Chef der Operationsabteilung) 직위들을 이용하여 명령 체계를 장악했다. OKM의 초대 해군최고지휘관인 에리히 레더는 1935년 개편될 때까지 전쟁해군의 최고지휘관 자리를 지냈다. 레더는 바렌츠 해전의 실패 책임을 지고 히틀러가 해임시킬 때까지 계속 자리를 지키고 있었다. 1943년 1월 20일에는 카를 되니츠로 교체되었고, 이후 그는 히틀러가 자살하면서 1945년 4월 독일의 대통령 직위에 취임한다. 한스게오르크 폰 프리에더버그는 1945년 5월 항복하기 전 짧은 기간 동안 해군최고지휘관 지위를 가졌다.
이 총사령부의 하위 사령직으로는 지역 사령부, 소함대(Squadron) 사령부와 임시전단(flotilla) 사령부가 있었다. 각 사령부는 상당한 범위의 해상 작전 반경을 담당했고, 필요에 의해서 스스로 하위 사령부가 형성되었다. 이 사령부는 상급제독(4성장군) 또는 제독(3성장군)이 담당했다. 이 지역사령부 명칭은 초기에 해군집단사령부라고 하다가 후기에 해군상급사령부로 바뀌었다. 사령부 관할 구역은 동부, 서부, 남부, 북부, 이탈리아, 노르웨이 등으로 나뉘었다. 전쟁해군은 지도로 영역을 나누기 위해 그라드네츠멜데베르파렌(Gradnetzmeldeverfahren)이라는 형태를 이용했다.
각각의 소함대(배의 유형으로 구성)는 함대 사령관(Flag Officer) 휘하의 또 다른 명령체계가 존재했다. 이 사령부로는 전함, 순양함, 구축함, 잠수함(퓌르 더 유보테, Führer der U-Boote), 어뢰정, 소해정, 순찰선, 해군 보안선, 대형 포 및 박격포, 휴대용 무기 등으로 나눴다.
주요 해군 작전은 함대사령부(Flottenkommando)의 함대장(Flottenchef)이 맡았다. 함대장은 작전 기간 동안 함대의 작업 및 이동을 담당했다. 이 사령부는 특성상 임시 사령부로 구성되었다.
해군청(Marineamt)으로 알려진 전쟁해군 선박설계국은 의무적인 것은 아니지만 항해 경험이 있는 장교가 조선 공학에 투입되었으며, 오직 설계적 요구 사항만 이해하고 실제적으로는 디자인이 잘 구현되지 않았다. 그 결과, 독일 수상함대는 전쟁 기간 동안 설계 결함에 시달려야 했다.

## 역사

### 제1차 세계 대전 이후 기원
1919년 베르사유 조약이 통과된 이후, 독일은 오직 15,000명의 인력, 10,000톤 미만의 주력함 6척, 순양함 6척, 구축함 12척, 어뢰정 12척만 허용되었으며 잠수함과 항공모함은 소유 금지당했다. 또한, 군용 항공기도 금지되었고 그로 인해 독일은 해군 항공대가 없었다. 이 조약 아래에서 독일은 오직 구형 함선을 대체할 목적으로만 새 함선을 조선할 수 있었다. 허용된 모든 선박 및 인원은 독일 제국해군(Kaiserliche Marine)에서 국가해군(Reichsmarine)으로 바뀌었다.

### 전간기의 준비 기간

독일 전쟁해군의 해군기.

전드레트노트급 프러시안을 대체하기 위한 첫 번째 포켓전함인 독일 순양함 도이치란트가 1931년 진수되면서 현대 독일함대의 재건이 시작되었다. 현대 구축함과 경순양함도 증강하기 시작했다. 모든 새 함선은 제1차 세계 대전 시기 구형 함대를 새 함대로 교체하는 형식으로, 베르사유 조약을 지키면서 진수되었다. 도이치란트급의 진수는 영국과 프랑스가 베르사유 조약이 드레트노트급을 방어전에만 적합한 해안방위선으로 교체하는 것을 제한하게 되었다. 혁신적인 진수 기술을 이용하면서, 독일은 여전히 조약을 준수하면서 공격전에도 유용한 배수량이 큰 전함을 진수할 수 있었다.
시작 당시, 독일이 소유한 회사를 통해 건설이 금지된 유보트를 네덜란드 잠수함 설계 사무실과 스웨덴의 어뢰 연구 프로그램을 통해 만들 수 있었다. 비록 나치가 1933년 1월 30일 권력을 획득하고 1932년 11월 15일 정부가 유보트를 포함한 해군 재군비 프로젝트를 시작했지만, 베르사유 조약에 명시된 비행기 및 항공모함은 건설하지 못했다.
1933년 히틀러가 권력을 획득하면서, 독일은 재군비 선언을 통해 베르사유 조약을 무시하고 해군력 증강을 가속화하기 시작했다. 1935년 6월 18일 독일-영국 해군 조약을 통해 독일은 영국 해군 수상함의 35%를, 잠수함의 45%에 해당하는 함선을 증강시킬 수 있었다. 전함은 배수량 35,000톤까지 허용되었다. 같은 해, 국가해군은 전쟁해군으로 명칭을 바꾸었다. 1939년 4월, 영국과 독일이 폴란드에서 긴장이 나타나면서 히틀러는 일방적으로 독일-영국 해군 조약을 폐기했다.
1935년부터 1939년까지 독일 함대의 증강은 충분한 인력 및 조선 재료의 집결 문제가 보여졌다. 이 때문에, 독일 육군과 공군과는 달리 상당한 노력과 자원을 요구하는 해군은 느려졌다.

### 스페인 내전
독일 전쟁해군의 첫번째 참전은 스페인 내전(1936~1939년)이었다. 1936년 7월 전쟁이 발발하면서 독일 함대의 여러 대형군함이 각 지역으로 보내졌다. 중순양함 도이치란트, 아드미랄 세어, 경순양함 쾰른이 1936년 7월 최초로 보내졌다. 이러한 대형 선박은 2 어뢰함대를 동반했다. 독일군은 도이치란트가 독일인 4,550명을 포함한 9,300명의 난민을 구출하는 등 인도주의적인 직접적 지원을 받았지만, 한편으로는 프란시스코 프랑코의 민족주의 스페인(프랑코 정권)을 은밀하게 지원하는데도 이용했다. 국제 무기 금수 조치를 시행하기 위한 국제 비개입 순찰대의 중개에 따라, 전쟁해군은 카보 데 가타(Cabo de Gata)에서 오로페사(Oropesa)까지의 지역을 담당하게 되었다. 아드미랄 그라프쉬페를 포함한 많은 선박이 이러한 작전의 일환으로 파견되었다. 또한, 유보트도 우르술라 작전의 일환으로 공화당 선박에 대한 비밀 공작에 참여했다. 적어도 유보트 8척 이상이 충돌 지역에 걸쳐 소수 선박을 격침했다. 이에 비교하여 이탈리아 왕국 해군도 소토마리니 레지오나리(Sottomarini Legionari)에서 잠수함 58척을 운영했다. 1937년 5월 29일, 도이치란트가 이비사섬에서 스페인 공화국 공군 폭격기 2기에게 공격받은 사건이 일어났다. 이 공화국군의 공격으로 31명이 사망하고 110명이 부상, 71명이 대부분 화상으로 인한 심각한 부상을 입었다. 이에 대한 보복으로 아드미랄 세어 호가 5월 31일 알메리아 항구를 공격했다. 이에 대한 공화국군의 공격으로 오랑 항구에 정박해 있던 독일 순양함 라이프치히가 잠수함으로 공격당했으며, 이에 따라 1937년 6월 15일부터 18일까지 독일 전쟁해군은 전쟁이 끝날 때까지 지속적으로 작전을 펼쳤지만, 비개입 순찰대에 철수해야 했다.

### Z 계획
독일 전쟁해군은 전쟁이 발발할 경우 적이 될 가장 높은 가능성으로 보았기 때문에 독일 육군이 프랑스 공격과 전쟁이 승리하고, 해군의 주요 작전으로 발트해의 장악을 주요 작전이라고 보았다. 그러나, 1938년 히틀러는 향후 몇 년 동안 영국과 해상전에서 승리하고 싶었다. 그래서, 히틀러는 전쟁해군에게 다음과 같은 해군 증강 계획을 세웠다. 3가지 제안된 계획(X, Y, Z 계획)중에서 1939년 1월 Z 계획이 선정되었다. 독일의 새로운 해군 증강 계획은 1939년부터 1947년까지 약 800배 큰 해군을 만드는 것을 목적으로 했다. 히틀러는 이 계획을 1945년까지 끝내라고 요구했다. Z 계획의 주력함은 H급 전함 6척이였다. 1939년 8월에 Z 계획의 최종본이 완료되었으며 독일 함대는 1945년까지 다음의 함선을 만들 계획이었다.
- 항공모함 4척
- 전함 10척
- 순양전함 12척
- 장갑함 3척 (도이치란트급 순양함)
- 중순양함 5척
- 경순양함 44척
- 구축함 및 어뢰정 158척
- 잠수함 249척
- 수많은 소규모 선박

인력은 약 20만명으로 증강시킬 계획이었다.
이 해군 증강 프로그램은 제2차 세계 대전의 시작으로 인해 매우 진전하지 못했다. 1939년 M급 순양함 2척과 H급 전함 2척이 진수되었으며 H급 전함 2척과 O급 순양전함의 생산에 들어갔다. 전쟁 발발 당시 독일 함대는 Z 계획의 20%도 달성하지 못했다. 1939년 9월 1일 해군의 총 인력은 78,000명이었으며 모두 전쟁에서 중요한 역할을 할 준비가 되어 있지 않았다. 이 때문에 전쟁 기간 동안 Z 계획에 투자할 노동자와 자원이 부족했고, 결국 Z 계획은 1939년 9월 보류되었고 실현을 위해 미리 할당된 자원은 영국과 전쟁을 준비하기 위한 유보트 생산에 거의 투자되었다.

## 포획한 함선
유럽의 군사 작전은 건설 하에 있는 많은 수의 함선을 양도받게 했다. 이들의 대표 국가로는 오스트리아(하천선), 체코슬로바키아(하천선), 폴란드, 노르웨이, 덴마크, 네덜란드, 벨기에, 프랑스, 유고슬라비아, 그리스, 소련, 영국, 미국(몇몇 상륙정), 이탈리아(정전 이후)가 있다. 구축함 크기나 그를 넘는 조선 중인 선박은 소수만 완료되었지만, 많은 소형 군함 및 보조함선은 전쟁 중에 건설이 완료되어 전쟁해군이 운용했다. 또한, 많은 포획선이나 몰수된 외국 선박(상선, 어선, 예인선)은 보조선 및 지원선으로 이용되었다.

## 대표적으로 침몰/파괴시킨 적선
제2차 세계 대전에서 최초로 침몰한 군함은 1939년 9월 3일 그라프 체펠린 항공군에 속한 융커스 Ju 87 급강하폭격기가 파괴시킨 폴란드 해군 구축함 ORP 위처이다. 이 항공모함 항공군(Trägergeschwader 186)은 루프트바페에 속했지만 이 때에는 전쟁해군의 지휘를 받고 있었다.
|                                        |                  |                  | |  |
| 함선                                   | 종류             | 날짜             | 상황 |  |
| HMS 커레이지어스 (영국 해군)           | 항공모함         | 1939년 9월 17일  | 잠수함 U-29가 발사한 수뢰로 침몰 |  |
| HMS 로얄 오크 (영국 해군)              | 전함             | 1939년 10월 14일 | 잠수함 U-47가 발사한 수뢰로 침몰 |  |
| HNoMS 에즈볼트 (노르웨이 왕국 해군)    | 연안 전함        | 1940년 4월 9일   | 구축함 Z21 빌헬름 하이드캄프가 발사한 어뢰로 침몰 |  |
| HNoMS 노르거 (노르웨이 왕국 해군)      | 연안 전함        | 1940년 4월 9일   | 구축함 Z11 브렌드 폰 아르님이 발사한 어뢰로 침몰 |  |
| 프랑스 구축함 제규어 (프랑스 해군)     | 대형 구축함      | 1940년 5월 23일  | 어뢰정 이보트 S21, S23이 발사한 수뢰로 침몰 |  |
| HMS 글로리어스 (영국 해군)             | 항공모함         | 1940년 6월 8일   | 순양전함 그나이제나우와 샤른호르스트가 침몰시킴 |  |
| HMS 후드 (영국 해군)                   | 순양전함         | 1941년 5월 24일  | 전함 비스마르크가 격침시킴 |  |
| HMS 아크 로열 (영국 해군)              | 항공모함         | 1941년 11월 14일 | 잠수함 U-81이 발사한 어뢰로 침몰 |  |
| HMAS 시드니 (오스트레일리아 왕국 해군) | 경순양함         | 1941년 11월 19일 | 보조순양함 코르모난이 침몰시킴 |  |
| HMS 더니든 (영국 해군)                 | 경순양함         | 1941년 11월 24일 | 잠수함 U-124가 발사한 수뢰로 침몰 |  |
| HMS 바르함 (영국 해군)                 | 전함             | 1941년 11월 25일 | 잠수함 U-331이 발사한 어뢰로 침몰. 선박 공격이 기록되는 동안, 전쟁해군은 1942년 1월 27일 바르함이 침몰했다는 것을 인정하기 전까지 침몰 사실이 있었다는 것을 몰랐다. |  |
| HMS 갈라테리아 (영국 해군)             | 경순양함         | 1941년 12월 14일 | 잠수함 U-557이 발사한 어뢰로 침몰. |  |
| HMS 오대시티 (영국 해군)               | 호위항공모함     | 1941년 12월 21일 | 잠수함 U-751이 발사한 어뢰로 침몰. |  |
| HMS 나이아드 (영국 해군)               | 경순양함         | 1942년 3월 11일  | 잠수함 U-565가 어뢰를 발사해 침몰. |  |
| HMS 에든버러 (영국 해군)               | 경순양함         | 1942년 5월 2일   | 잠수함 U-456, 구축함 Z7 헤르만 쇼에만, Z24, Z25의 어뢰 발사로 배를 버리고 탈출함                                                                                    |  |
| HMS 헤르미오네 (영국 해군)             | 경순양함         | 1942년 6월 16일  | 잠수함 U-205가 침몰시킴. |  |
| HMS 이글 (영국 해군)                   | 항공모함         | 1942년 8월 11일  | 잠수함 U-73이 침몰시킴. |  |
| HMS 어벤저 (영국 해군)                 | 호위항공모함     | 1942년 11월 15일 | 잠수함 U-155가 침몰시킴. |  |
| HMS 웰스먼 (영국 해군)                 | 기뢰 부설 순양함 | 1943년 2월 1일   | 잠수함 U-617이 침몰시킴. |  |
| HMS 아브디엘 (영국 해군)               | 기뢰 부설 순양함 | 1943년 9월 10일  | 어뢰정 이보트 S54, S61이 심은 어뢰에 맞아 폭파 |  |
| HMS 카리브디스 (영국 해군)             | 경순양함         | 1943년 10월 23일 | 어뢰정 T23, T27의 어뢰에 침몰. |  |
| HMS 페넬로피 (영국 해군)               | 경순양함         | 1944년 2월 18일  | 잠수함 U-410이 침몰시킴. |  |
| USS 블록 아일랜드 (미국 해군)          | 호위항공모함     | 1944년 5월 29일  | 잠수함 U-549가 침몰시킴. |  |
| HMS 스킬라 (영국 해군)                 | 경순양함         | 1944년 6월 23일  | 어뢰에 맞아 전체 손상 선언 |  |
| ORP 드래곤 (폴란드 해군)               | 경순양함         | 1944년 7월 7일   | 네제르(Neger) 유인 어뢰에 맞아 배를 포기 |  |
| HMS 네이바브 (영국 해군)               | 호위항공모함     | 1944년 8월 22일  | 잠수함 U-354의 어뢰에 맞아 수리 불가능을 선언하고 바닷가에 버려짐                                                                                                   |  |
| HMS 세인 (영국 해군)                   | 호위항공모함     | 1945년 1월 15일  | 잠수함 U-1172의 어뢰에 맞아 전체 손상 선언 |  |

## 항공군과 지상군

### 항공군
루프트바페는 독일의 모든 항공기를 독점하려 했고, 독일 전쟁해군과 군부간 경쟁이 발생하는 주요 원인이 된다. 투석발사 정찰기인 아라도 아르 196(Arado Ar 196)은 해군 경력이 있는 사람(Bordfliegergruppen)이 배치되었다. 항공모함 그룹 186(Trägergeschwader 186) 2부대(Trägergruppe I/186, Trägergruppe II/186)는 독일 항공모함 그라프 체펠린에 사용할 메서슈미트 Bf 109를 담당했지만, 실제로는 지상 기지에서 운영되었다. 또한, 정찰기, 뇌격기, 소해정, 해상 구조 비행기들을 모아 5개 해안 그룹(Küstenfliegergruppen)은 전쟁해군이 맡았지만, 전쟁이 진행됨에 따라 적은 자원만 지원받았다.

### 해안 포병대, 대공 및 레이다
독일 전쟁해군의 해안 포대는 독일 해안에 주둔했다. 다른 국가 및 점령지의 해안을 따라 해안 포대가 구축되었으며, 특히 대서양 방벽의 일환으로 프랑스와 노르웨이에 집중되었다. 해군기지는 전쟁해군의 방공 무기를 통해 보호했다. 또한, 전쟁해군은 해안 지역에 시타켓 레이다(Seetakt radar)를 운용했다.

### 해병대
제2차 세계 대전이 시작된 1939년 9월 1일, 베스테르플라테 전투 당시 구형 전함 SMS 슐레스비히-홀슈타인이 폴란드의 요새를 정복하기 위해 단치히에서 해안 공격 부대(Marine Stoßtrupp Kompanie)를 상륙시켰다. 해안 공격 부대의 강화된 소대는 1940년 4월 9일 구축함에서 독일 육군과 함께 나르비크에 상륙했다. 1940년 6월 해안 공격 군단 전투대(Marine Stoßtrupp Abteilung)는 프랑스에서 채널 제도로 상륙하면서 영국 영토를 점령했다.
1944년 9월, 독일의 전 동맹국인 핀란드에서 핀란드만의 전략적으로 고글란트섬을 수륙 양용 작전을 통해 점령하려 했으나 실패했다(테네 오스트 작전, Operation Tanne Ost).
1944년 6월 노르망디 상륙과 1944년 여름 소비에트 연방의 대공세로 전쟁해군은 연대를 형성하고 불필요한 인력을 동원해 사단을 모집하여 육상에서 전투하기 시작했다. 해군 기지의 손실로 인해 연합군이 공세를 지속할수록 전쟁해군은 지상 병력에 사용할 인력이 많아졌다. 1945년 1월에는 6개 사단 40개 연대로 성장했다. 연대의 절반은 사단 병력으로 흡수되었다.

## 계급 서열 (제2차 세계 대전 기간)

### 장교
| 독일 전쟁해군                    | 미국/영국 해군                         |  |
| -------------------------------- | -------------------------------------- |  |
| Großadmiral(원수)                | Fleet Admiral/Admiral of the Fleet     |  |
| Generaladmiral(상급대장)         | Admiral                                |  |
| Admiral(대장)                    | Vice Admiral                           |  |
| Vizeadmiral(중장)                | Rear Admiral Upper Half/Rear Admiral   |  |
| Konteradmiral(소장)              | Rear Admiral Lower Half /Commodore     |  |
| Kommodore(준장)                  | -                                      |  |
| Kapitän zur See(대령)            | Captain                                |  |
| Fregattenkapitän(중령)           | Commander                              |  |
| Korvettenkapitän(소령)           | Lieutenant Commander                   |  |
| Kapitänleutnant(대위)            | Lieutenant                             |  |
| Oberleutnant zur See(중위)       | Lieutenant Junior Grade/Sub-Lieutenant |  |
| Leutnant zur See(소위)           | Ensign/Acting Sub-Lieutenant           |  |
| Oberfähnrich zur See(사관후보생) | Midshipman(사병 출신자)                |  |
| Fähnrich zur See(사관후보생)     | Cadet/Midshipman(해군사관학교 졸업자)  |  |

### 수병 및 부사관
- Stabsoberbootsmann/Stabsoberfeldwebel (선임원사)
- Oberbootsmann/Oberfeldwebel (원사)
- Stabsbootsmann/Stabsfeldwebel (1등상사)
- Bootsmann/Feldwebel (2등상사)
- Oberbootsmannsmaat (중사)
- Bootsmannsmaat (하사)
- Matrosenoberstabsgefreiter (선임수병장 : 8년 복무한 수병)
- Matrosenstabsgefreiter (수병장 : 6년 복무한 수병)
- Matrosenhauptgefreiter (상등수병 : 4년 6개월 복무한 수병)
- Matrosenobergefreiter (1등수병)
- Matrosengefreiter (2등수병)
- Matrose (견습수병)

## 제복
많은 제복들이 독일 전쟁해군에 이용되었다. 이하는 주요 제복들의 목록들이다.
| 독일어                     | 영어                     | 한국어           |
| -------------------------- | ------------------------ | ---------------- |
| Dienstanzug                | Service Suit             | 정복/근무복      |
| kleiner Dienstanzug        | Small Service Suit       | 약식 정복/근무복 |
| Ausgehanzug                | Suit for Walking Out     | 휴식복           |
| Sportanzug                 | Sports Suit              | 체육복           |
| Tropen-und Sommeranzug     | Tropical and Summer Suit | 혹서지역 피복    |
| große Uniform              | Parade Uniform           | 대례복           |
| kleiner Gesellschaftsanzug | Small Party Suit         | 약식 예복        |
| großer Gesellschaftsanzug  | Parade Party Suit        | 만찬복           |

## 군기

해군최고지휘관기 (1939년 3월 이전)
대제독(5성장군)기 및 해군최고지휘관기 (1939년 4월 이후)
제독총감기 (1943년 2월 1일 ~ 1945년 5월 8일)
상급제독(4성장군)기
장성 탑승차 삼각기

## 같이 보기
- 독일 군사 용어집 (en:Glossary of German military terms)
- 엘윈-브로더 알베르트(Alwin-Broder Albrecht)
- 카를 되니츠
- 에리히 레더
- 호르스트 베셀
- 전쟁해군 함선 목록 (en:List of Kriegsmarine ships)
- 전쟁해군의 기사십자 철십자장 수훈자 목록 (en:List of Knight's Cross of the Iron Cross recipients of the Kriegsmarine)
- 독일 해군의 함선 목록 (en:List of naval ships of Germany)